# あるじゃん
『あるじゃん』は、かつて発行されていた月刊の投資情報誌。オールアバウトが編集・発行、リクルートが販売を行っていた。発行部数は10.5万部（2007年）。キャッチフレーズは「わかる!選べる!ふやせる!お金マガジン」。毎月21日発売。誌名は、フランス語の「argent（お金）」から。

## 概要
1995年5月29日に創刊。当初はリクルートグループのファーストファイナンスが編集発行していた。金融商品のしくみ・違いから「貯蓄する」ことについて、初心者（ビギナー）に理解しやすい平易な文章とイラストで紹介している。雑誌が扱う話題は、ローリスクからミドルリスク程度の貯蓄・運用型の金融商品（円定期預金・外貨預金・社債・投資信託・純金積立）、生命保険・自動車保険などの紹介と、読者の投稿を基にライターやファイナンシャル・プランナーが構成した世帯毎の保険の見直し・家計診断・節約術などがある。なお、巻末付近にゆうちょ銀行・都市銀行・信託銀行・ネット銀行などの預金利率と100万円預けた場合の受取額、住宅ローンの貸出利率、MMFや国債金利等の実質利回りを一覧表形式で載せた「MONEY DATA INDEX」コーナーは創刊当時から続くものである。
後述にもあるように女性を読者ターゲットとしており、編集スタッフは女性が大半を担っていた。ただ、投稿コーナーやインタビュー記事などで男性（独身・夫婦）が取り上げられることもあり一定の男性読者は存在するとみられる。
ネット証券の台頭とネットバブルで個人投資家が拡大した2000年頃からは、株式取引に関する記事（キャピタルゲイン、インカムゲイン、配当利回り、ミニ株や株主優待など）が掲載されるようになり、2002年頃からは信用取引についても取り上げられるようになる。
金融情勢が大きく動いた際（ゼロ金利、アメリカ同時多発テロ事件・世界金融危機による株価暴落など）には、翌月号で特集記事を載せることがある。
2007年4月に「All About」を運用するリクルートの子会社であるオールアバウトが『あるじゃん』の編集部門を譲受した（ファーストファイナンスは同年解散）。オールアバウトが個人向けに資産運用のアドバイス事業を行う子会社、オールアバウトフィナンシャルサービスの一事業とするためで、季刊のムック本である「定年あるじゃん」「保険ガイド」なども同じく移管された。なお、販売（流通）についてはリクルートのまま継続した。
2012年1月21日発売の同年3月号をもって休刊し、Webサイト「あるじゃんnet」上の情報提供に特化することになった。

### 補足
創刊当時は金融ビッグバン（1996-2001年）前夜で、資産運用を扱う雑誌といえば資産家・個人投資家向けに銘柄推奨をする株雑誌か、節約ネタを中心とした主婦向けの生活情報誌くらいという状況だった。また、当時はネット証券や投資信託の銀行窓販が存在しておらず、大きなリターンが狙える証券取引（株式投資・信用取引・投資信託）を行うには証券会社の窓口へ足を運ぶしかなく、知識の乏しい者にとってはハードルの高いものであった。
そんな中、「生活者にお金の情報を提供する」という当時としては画期的なコンセプトで創刊された。当初は、同じ商品であれば金融機関は違っても金利はほぼ横並びという状況にあって、ほんのわずかな金利差やサービスに敏感に反応する主婦やOLといった女性層に支持され、書店でも女性誌コーナーに置かれることが多かった。しかし、初心者に向けて金融商品をわかりやすく解説する雑誌が皆無だったこともあり、投資情報誌の中で「マネー誌」というジャンルを確立した。
2000年頃からは特定の広告主（金融機関・投資信託顧問など）の記事広告を盛り込むようになり、和牛オーナー制度の募集をする安愚楽牧場の広告については、同社の事業がストップした2011年8月号まで長期間継続的に掲載されていた。
しかし、まだ「株は素人が手を出すべきものではない」といった固定観念も強く、保守的な女性読者を多く抱えていたためか、誌面における株式投資へのスタンスは他誌に比べると及び腰だった（銘柄分析やチャート解説よりも、ミニ株や株主優待といったいかにも女性向けな外形的情報が多かった）。そのため、株を中心とした投資情報に傾倒していった他誌に比べると“株ブームに取り残されてしまった感”が否めず、証券会社・金融商品の広告主に配慮した記事が目立つようになった。
その一方で大々的に新聞広告をして破綻状態となった平成電電や近未来通信のオーナー制度に関する広告は一切掲載されなかった。2011年時点は広告の大半近くが信用取引と外国為替証拠金取引関連の証券会社・短資会社のもので占められた。